# Мономахина
Мономахина (1030/35—1067), чије лично име није поуздано, представница је византијске царске династије Мономахов. Била је ћерка Константина IX Мономаха, мајка Владимира Мономаха, и супруга кијевског кнеза Всеволода Јарославича (1030–1093).

## Име и порекло
Мономахини се често приписују следећа имена: Анастасија, Марија, Ирина, Теодора или Ана. Према неким подацима се верује да је и променила име након што се замонашила. Поједини записи Всеволодову жену називају "грчком краљицом", "монахињом", "гркињом", али не наводе њено име и порекло. Она и њен брак се не спомињу у византијским изворима. Несумњиво је припадала породици Мономах.